# Sanhuang Paochui
Il San Huang Pao Chui Quan (三皇炮锤拳 - il colpo esplosivo dei tre talenti - dove i tre talenti rappresentato: il cielo, la terra e l'uomo) è uno stile di arti marziali cinesi del nord della Cina. Il termine 三皇 è legato alla tradizione culturale cinese, ad una condizione di armonia di chi pratica, e al libro dei mutamenti. Si associa anche il termine 三皇 ai tre imperatori leggendari (detti anche i «tre augusti») che secondo alcuni racconti sarebbero i fondatori dello stile: Fuxi (伏羲) il Sovrano del Cielo (Tianhuang 天皇), Shennong (神農) il Sovrano della Terra (Dihuang 地皇) e Huangdi (黄帝) il Sovrano degli Uomini (Renhuang 人皇). Mentre il termine Pao Chui 炮锤 (in alcuni testi riportato anche 炮捶) indica una situazione di battaglia, ovvero una condizione di stato ardente di quando si combatte, questo nome è dovuto al suo modo tipico di sferrare i colpi, paragonabile alla potenza delle palle di cannone associata all'esplosività della polvere da sparo.
In altre fonti la scuola si sarebbe chiamata Sanhuangmen (三皇门, Scuola dei Tre Sovrani), oppure Renzhongmen (人宗门, Scuola degli Antenati dell'Uomo) o ancora Renzumen (人祖门).

## La Storia

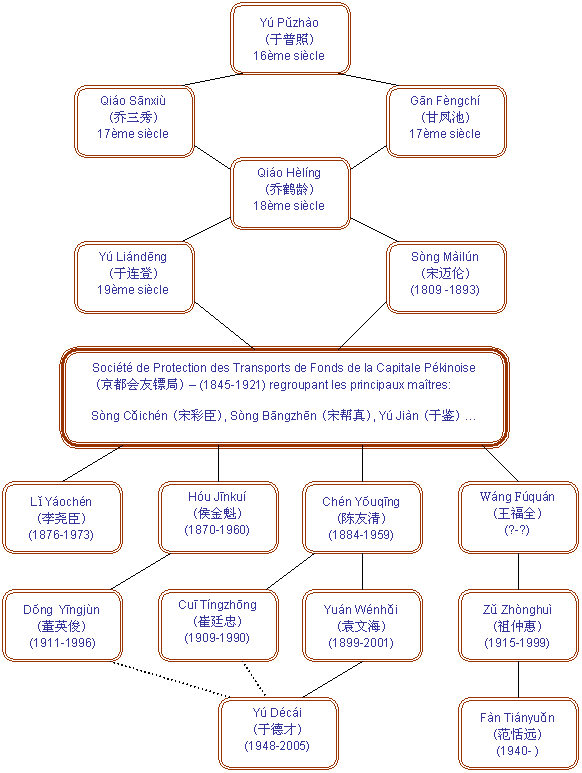
Lignaggio in cinese e francese

Letteratura e reperti storici attribuiscono l’origine dello Stile tra il 1600 ed il 1700 d.C. a Qiáo Sānxiù 乔三秀 (1ª generazione), originario di Jìzhōu (Hebei), che lo insegnò a suo figlio Qiáo Hèlíng (乔鹤龄) (2ª generazione), che lo diffuse.
Si narra anche che a Qiáo Sānxiù lo stile venne insegnato da un monaco di nome Yú Pǔzhào (于普照), il quale dopo aver scalato il monte Éméi (峨嵋山), situato nella provincia del Sìchuān (四川), all'arrivo, divenne allievo di un sacerdote taoista che gli insegnò il primo stile di Pào Chuí 炮锤. Molti Anni dopo, una volta padroneggiata l'arte, la insegnò a Qiáo Sānxiù (乔三秀).
Lo stile è stato in seguito diffuso dal figlio di Qiao, Qiáo Hèlíng (乔鹤龄) che lo ha insegnato a Song Mailun (宋迈伦) dello Hebei e a Yu Liandeng (于连登) dello Shandong, ed anche a Zhang Wencai e Wang Shuangkui, questi ultimi non hanno avuto allievi.
Song Mailun (宋迈伦) modificò lo stile, dando origine al ramo Sòng 宋, mentre Yu Liandeng non modificò lo stile ed oggi è riconosciuto come ramo Yú 于. 
Alla fine del XIX secolo, con l’apertura degli orizzonti del Paese, industrie e commercio fiorirono, molti nobili e affaristi cavalcarono l’onda del periodo ed iniziarono ad aumentare di conseguenza le richieste di agenzie di scorta per la protezione dei ricchi uomini d’affari. Basandosi sulla grande reputazione conquistata nell’ambiente delle arti marziali e sugli importanti contatti nel palazzo del Principe Chun, Sòng Màilún aprì l’agenzia di scorta (Biāojú 镖局) chiamata “京都会友镖局, Jīngdū Huìyǒu Biāojú” a Pechino. L’agenzia si distinse presto per i servigi offerti alla famiglia reale, e ciò contribuì ad aumentare ulteriormente la fama del Sān Huáng Pào Chuí Quán. Oltre 1000 persone, pur praticando altri stili di lotta, dovettero apprendere lo stile tramandato da Sòng Màilún per entrare a far parte della sua agenzia. Quando nel 1900, successivamente alla rivolta anti occidentale dei boxer, l’Alleanza delle otto nazioni attaccò Pechino e l’Imperatrice vedova Cíxǐ (慈禧) fuggì in occidente, la maggior parte delle sue guardie personali provenivano dall’agenia Huìyǒu, ed il leader della scorta armata era Lǐ Yáochén 李尧臣 (5ª generazione), allievo di Sòng Cǎichén 宋彩臣 (4ª generazione nipote di Sòng Màilún), che aveva raccolto il testimone di Sòng Màilún ed era ora a capo del Sān Huáng Pào Chuí Quán. Dopo essere riuscito a ricondurre l’Imperatrice e la sua corte sani e salvi a Pechino, la fama di Lǐ Yáochén crebbe notevolmente. Lǐ Yáochén (李尧臣),dopo aver appreso lo stile da Sòng Cǎichén (宋彩臣) lavorò nell’agenzia Huìyǒu per ben 27 anni e dopo il 1921, anno di chiusura dell’agenzia, decise di aprire una casa del tè grazie alla quale continuò anche a promuovere il Wǔshù.
Dopo l'invasione giapponese di Pechino, Lǐ Yáochén è stato arrestato a causa di alcuni traditori. A quel tempo, un ufficiale giapponese di nome Takeda Nishi 武田西 – judoka – che aveva sentito molto parlare di Lǐ Yáochén lo sfidò a combattere. Se il M° Lǐ avesse vinto sarebbe stato rilasciato altrimenti avrebbe dovuto piegarsi ed adorarlo. Non ci volle molto perché l’ufficiale giapponese, nonostante fosse più giovane, andasse a terra due volte. Takeda, ordinò la liberazione di Lǐ Yáochén.
Lǐ Yáochén (李尧臣) visse una vita lunga ed in salute, morì all’età di 97 anni. La sua carriera di marzialista terminò solo negli anni ’70 e, tra i tanti praticanti e maestri di stili vari che lo circondavano quotidianamente per discutere con lui di arti marziali e per chiedere consiglio, tramandò il Sān Huáng Pào Chuí Quán al giovane Yǐn Shùzēng 尹树增 (1941-2012 6ª generazione) che, fino al 2012, anno della sua scomparsa, contribuì a mantenere in vita la tradizione di questo stile.
Dallo Héběi a Pechino, la tradizione della disciplina continua ancora oggi grazie al Maestro Xǔ Zhìqiáng 许志强 (7ª generazione), erede diretto del M. Yǐn Shùzēng 尹树增 e custode di questa secolare tradizione marziale.

## Caratteristiche
L'essenza della pratica del San Huang Pao Chui Quan si fonda sulla formazione e trasformazione del corpo (Shenti Bianhua, 身体变化). La finalità è quella di mobilizzare e allungare determinate parti del corpo, come articolazioni, tendini e muscoli (伸筋拔骨) ed allo stesso modo, stimolare gli organi con l'obiettivo di rendere il corpo stesso più elastico, cioè morbido ed inflessibile allo stesso tempo (Gang Rou, 刚柔).
Il lavoro di base risiede sul rilassamento del corpo (放松) e non sulla forza fisica (力量). I muscoli sono utili unicamente al movimento, ma non devono servire a generare alcuna forza dei colpi; questa viene dall'utilizzo del corpo intero (周身) e della forza che prende origine dall'interno (内劲).
Il corpo intero si muove seguendo il principio secondo cui quando una parte del corpo si sposta, tutto il corpo si deve spostare(Yi dong dou dong, 一动都动). Un buon utilizzo di questo principio permette di concentrare la forza di tutto il peso del corpo veicolandola nel punto di impatto. La forza interna poi fa sì che si possa esprimere una forza esplosiva sempre mantenendo il corpo rilassato. 
Il Sān Huáng Pào Chuí utilizza degli esercizi specifici per allenare le varie parti del corpo, sviluppare ed esprimere la forza interna, come per esempio il lavoro posturale (Zhuanggong, 桩功), il lavoro sulla respirazione (Huxi, 呼吸), l'utilizzo di accessori (Gongfa, 功法), ed ancora i lavori in coppia (Duishou, 对手).

## I Principi
Il San Huang Pao Chui Quan è un sistema che segue i precetti del Taoismo, cioè la sua pratica vorrebbe essere in armonia con le regole della natura (Ziran Guilu,自然规律).
La conoscenza e la comprensione della teoria e delle sue regole hanno molta importanza nell'allenamento: "La teoria è l'essenza delle capacità, il metodo ne è alla base"
(理是功能之本，法是功能之基).
Yin e Yang sono la teoria su cui principalmente si basa questo stile.
Tutti i principi sviluppati nell'ambito teorico del sistema insistono su una visibile trasformazione fisica ed una applicazione concreta nel combattimento: la forza dei colpi dovrà esprimersi come un colpo di cannone (出手如炮) o come un colpo di mortaio (出手如捶) ; il corpo, vigoroso, è come sbattuto dal vento; i movimenti devono essere rapidi, feroci, abili e pronti (飘忽劲灵、快猛巧捷).
Quindi il praticante deve cercare essenzialmente di:
- Sviluppare il proprio radicamento (根);
- Rendere più mobile il proprio corpo (腰力);
- Aprire le proprie articolazioni (关节);
- Comprendere i differenti vettori di forza (劲路法);
- Far circolare ed abbassare il proprio Qi (定气) ed accrescere la propria energia interna (精神);
- Rendere agili e stabili i propri spostamenti (步法);
- Alternare l'Inflessibile al Morbido nei movimenti (刚柔);
- Applicare la propria maestria degli angoli (角度) e nel principio di protezione del corpo (守法).

## Metodi
La tecnica del San Huang Pao Chui Quan (三皇炮捶拳) consiste in Otto Colpi (bachui, 八捶), Otto Figure (bashi,八式), Otto Metodi (bafa, 八法), Otto Palmi (bazhang, 八掌), Otto Gomitate (bazhou, 八肘) e "il discepolo confuciano in segno di rispetto esegue il saluto tre volte"(夫子三拱手), Dodici tecniche esplosive (Shi'erpao, 十二炮) come ad esempio i Metodi delle Mani (Shouxing Shoufa,手形手法), i Metodi dei Passi (buxing bufa, 步形步法), i Metodi dell'anca (yaofa, 腰法), i Metodi del Corpo (shenfa,身法), i Metodi per gli Occhi (yanfa, 眼法), ecc.

### Jibengong
Secondo Zhang Hanwen il Jibengong (lavoro fondamentale) è anche detto Waigong (外功) e prevede: Yaotuigong(腰腿功); 
Zhuanggong(桩功); Dadaigong (打袋功); Dacaogong (大操功); Yunshougong (云手功); Na, Pai Gongfa(拿拍功法) ; Douzhuanggong(兜桩功); Sanhuanggong (三皇功); Sanhuang Neizhuanggong (三皇内壮功); Yinyang Jingang Zhang (阴阳金刚掌).

#### Buxing (步型)
Il San Huang Po Chui Quan utilizza come passi di base i seguenti: Gongbu (弓步, che in questo stile è chiamato Gongdengbu, 弓蹬步), Mabu (马步), Pubu (仆步), Xubu (虚步), Wobu (卧步), Bingbu (并步), Dingbu (丁步, anche detto Dingxubu, 丁虚步), Dulibu (独立步) ed il passo caratteristico dello stile Juandangbu (圈裆步, anche chiamato Siliubu, 四六步).

#### Zhuanggong
Il Lavoro del palo (Zhuanggong, 桩功) viene eseguito in alcune posizioni particolari: passo del cavallo arrotondato (Juan Dang Bu, 圈裆步); martello a forma di ideogramma shi (Shizichui, 十字锤, anche detta Shizipao 十字炮); passo del cavallo (Mabu, 马步); (Xidibu, 吸提步); passo ad arco (Gongbu, 弓步).

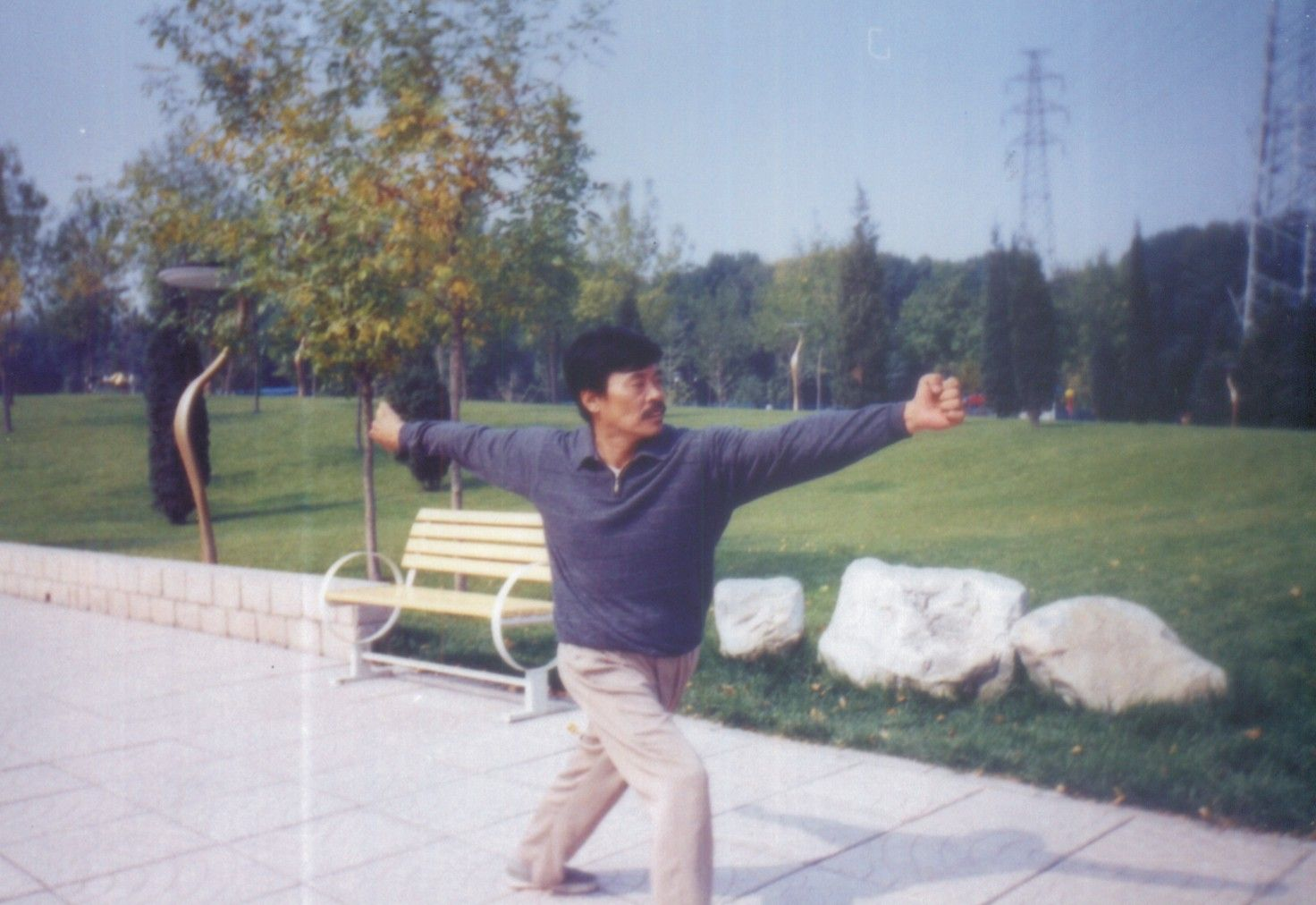
La postura Shízìchuí eseguita dal maestro Yú Décái.

Shízìchuí (十字锤) è alla base dell'abilità di questo stile e Juandangbu (圈裆步) è la postura di base.

##### Fuhu Zhuanggong
Il Fuhu Zhuanggong (伏虎桩功, Lavoro del Palo della Tigre Accovacciata). La postura Fuhuzhuang (伏虎桩) in cui si esegue questo esercizio è anche detta Zhuahushi (抓虎式, Figura degli Artigli di Tigre). Questa figura assomiglia molto a Santishi dello Xingyiquan. Questo è un esercizio basilare nello Zhuanggong del San Huang Pao Chui Quan. Il praticare lo Zhanzhuang in Fuhuzhuang prepara ad essere rilassati per emettere il Fajing (发劲) nella postura di base Shizipao (十字炮), infatti con un movimento fulmineo si cambia da Fuhuzhuang a Shizipao.

##### Shi'er Pao
Le “dodici tecniche esplosive” (Shi'er Pao, 十二炮), sono fondamentali di pugilato, anche detti Shier Pao fa (十二炮法, Dodici tecniche esplosive) così elencati: Kai men pao (开门炮, "aprire la porta" con esplosività); Pishanpao (劈山炮, Cannonata che spacca la montagna), Lianhuanpao (catena di cannonate), Zhuanjiaopao (转角炮, Cannonata che volta l'angolo); Shi zi pao (十字炮; Cannonata a forma di ideogramma Shi o Croce); Naohoupao (脑后炮, cannonata dietro il cervello); Xiedupao (泻肚炮, cannonata che fluisce all'addome); Chongtianpao (Cannonata verso il cielo, 冲天炮); Liaoyinpao (撩阴炮, Cannonata che sfiora la Yin); Zhadipao (扎地炮, Cannonata che perfora il terreno); Woxinpao (窝心炮, cannonata che scava il cuore); Qixingpao (七星炮, Cannonata delle sette stelle).

#### Fuzi San Gongshou
"Il discepolo confuciano in segno di rispetto esegue il saluto tre volte" "(夫子三拱手)è un particolare tipo di tecnica inventata da Song Mailun e perciò tipica del suo ramo dello stile. In esso il praticante applica il saluto cinese (il pugno all'interno dell'altra mano) per colpire, deviare, proiettare e lussare.

### Taolu

#### Taolu del Songshi San Huang Pao Chui Quan
Il libro Songshi Sanhuang Paochui Quan descrive 12 Taolu tradizionali ed altri tre addizionali.

##### 12 forme tradizionali
Toutangquan (头趟拳); Ertangquan (二趟拳); Santangquan (三趟拳); Sitangquan (四趟拳); Wutangquan (五趟拳); Liutangquan (六趟拳); Qitangquan (七趟拳); Batangquan (八趟拳); Jiutangquan (九趟拳); Shitangquan (十趟拳); Shiyitangquan (十一趟拳); Shi'ertangquan (十二趟拳).

##### 3 forme nuove
1. prima via (tóutàng, 头趟), seconda via (èrtàng,二趟) e terza via (sāntàng,三趟) del Pugilato del Colpo[10] di Cannone dei Tre Imperatori (Sanhuang Paochui Quan 三皇炮捶拳)
2. prima via (tóutàng, 头趟), seconda via (èrtàng,二趟) e terza via (sāntàng,三趟) del Pugilato concatenato Madre Figlio(Zimu Lianhuan Quan, 子母连环拳), a cui è collegato anche un Duilian, il Zimu Lianhuan Duilian Quan (子母连环对练拳).
3. il Pugilato Corto (Duanquan, 短拳), in sei vie (liulu, 六路).

Nel San Huang Pao Chui della famiglia Song le forme praticate sono solo 3, non più 12. Questa "modifica" è stata introdotta dal Maestro Li Yao Chen in quanto i movimenti/tecniche nelle 12 forme erano di fatto simili tra loro, le ragioni per cui sono state ridotte a 3 sono le seguenti:
- troppe routine (forme) sono difficili da ricordare;
- le 12 routine (forme) sono ridondanti;
- la routine (forma) è solo una parte del programma di formazione, ci sono molti altri allenamenti importanti per formarsi nel SHPC (Sanhuang Paochui).

Li Yao Chen ha migliorato le routine del SHPC, ridimensionandole da 12 a 3, conservando i movimenti classici dello stile come routine di base.

### Armi
Le "armi" (Bingqi,兵器) utilizzate nel San Huang Pao Chui Quan sono molte ed anche in questo stile ci si ispira per catalogarle al numero simbolico di 18, classificate in Armi Lunghe, Armi Corte, Armi Doppie ed Armi Flessibili. Sebbene sia possibile inserirla nell'insieme delle Armi Lunghe, la Grande Lancia riveste in questo sistema un ruolo talmente importante da meritare un discorso a parte. 

#### La Grande Lancia
La "Grande Lancia (Daqiang,大枪)", che misura dai 3 ai 5 metri, è considerata una componente fondamentale dello stile e fa parte del lavoro di base, paragonabile a quello che si svolge tramite le forme a mani nude. Il lavoro con le altre armi è considerata invece secondaria. Un detto tipico dello stile afferma che allenarsi nel pugilato senza praticare la Grande Lancia non è allenarsi al Pugilato Cannone. Queste le tecniche di questa arma: spaccare (pi, 劈); finta (za, 砸); ruotare (gun, 滚); esplodere (beng, 崩); scuotere (dou, 抖); vibrare (chan, 颤); sfregare (cuo, 搓); urtare (ke, 磕).

#### Armi Lunghe
lancia corta (Hua qiang, 花枪), bastone (gun zi, 棍子), Alabarda (dadao,大刀).

#### Armi Corte
spada(jian, 剑), sciabola (dandao, 刀), pugnale (bishou,匕首). 

#### Armi Doppie
doppi martelli (shuangchui, 双锤), doppie asce (shuangfu, 双斧), doppi uncini (shuanggou, 双钩). 

#### Armi Flessibili
catena a nove sezioni (jiujiebian, 九节鞭), corda con dardo (shengbiao, 绳镖), dardo meteora (liuxingchui, 流星锤).